# جک تی۸
جک تی۸ یا شائولینگ تی۸ یک پیکاپ سایز بزرگ است که توسط جک از سال ۲۰۱۸ تاکنون تولید می‌شود. این خودرو در ایران توسط کرمان موتور از سال ۱۳۹۹ با نام کی‌ام‌سی‌تی۸ به فروش می‌رسد.

## بررسی اجمالی

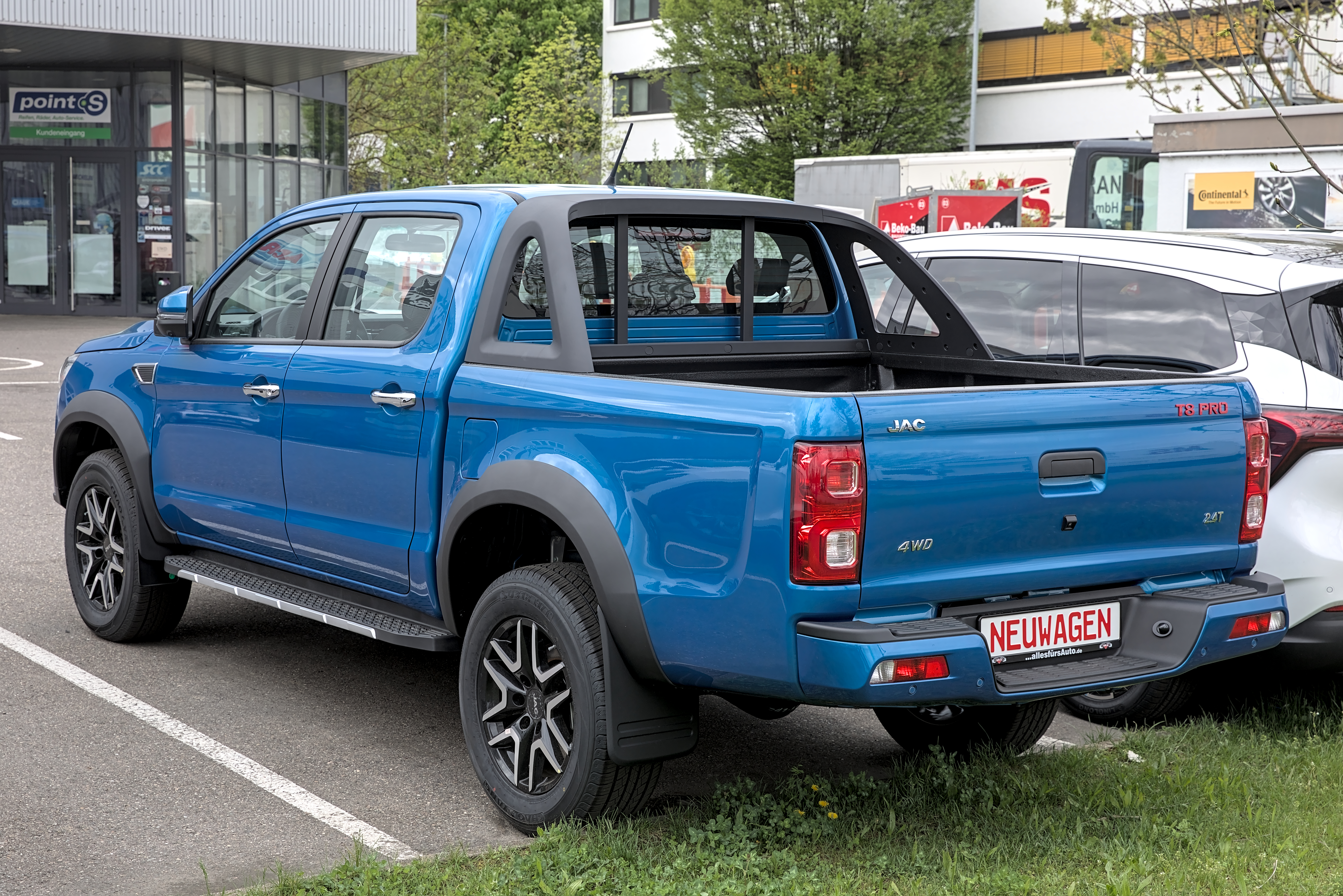
نمای عقب خودرو

### پیشرانه
این خودرو با سه مدل موتور عرضه می‌شود. یک موتور ۲٫۰ لیتری CTI توربو دیزل خطی ۴ سیلندر با توان ۱۳۸ اسب بخار در ۳۶۰۰ دور در دقیقه و ۳۲۰ نیوتن متر گشتاور در ۱۶۰۰–۲۶۰۰ دور در دقیقه، یک موتور بنزینی ۲٫۰ لیتری توربو خطی -۴ سیلندر که ۱۹۰ اسب بخار در ۵۰۰۰ دور در دقیقه و ۲۹۰ نیوتن متر گشتاور در ۱۸۰۰–۴۸۰۰ دور در دقیقه تولید می‌کند و یک موتور ۲٫۴ لیتری توربوی خطی -۴ سیلندر بنزینی. همه مدل‌ها با جعبه دنده شش سرعته دستی ارائه می‌شوند. همچنین این خودرو در دو گزینه دو دیفرانسیل و دیفرانسیل عقب عرضه می‌شود.

### امکانات
منابع:

### تعلیق
سامانه تعلیق جلوی خودرو از نوع بازوی دوجناقی با فنر لول و سامانه تعلیق عقب خودرو از نوع فنرشمشی می‌باشد.

### ابعاد
ابعاد این خودرو به طول ۵۳۲۵ میلیمتر و عرض ۱۸۸۰ میلیمتر و ارتفاع ۱۸۳۰ میلیمتر می‌باشد.
وزن خالص خودرو ۱۹۶۵ و تحمل وزن بار خودرو ۸۴۰ کیلوگرم است.